# 尚縉
尚縉（1455年—？），字美儀，河南睢陽衛軍籍，浙江嘉興縣人，明朝政治人物。

## 生平
河南鄉試第七十名舉人。成化十七年（1481年）中式辛丑科會試第九十五名，二甲第三十四名進士。歷官刑部署员外郎事主事，弘治元年（1488年）往南直隶审决，出为江西临江知府，九年十二月考察闲住。

## 家族
曾祖尚雲；祖父尚興；父尚福，封員外郎。母趙氏（封宜人）。